# Öppna mig för din kärlek
Öppna mig för din kärlek är en psalm av Arne H Lindgren från 1978. Psalmen är en bönepsalm med fyra strofer, varav den första och den sista är identiska så när som på själva inledningsraden. Bönen "öppna mig för din kärlek" blir i slutstrofen "omslut mig med din kärlek". 
Melodi (Ess-dur, 3/4, 2/4) av Roland Forsberg från samma år.

## Publicerad i
- Den svenska psalmboken 1986 som nr 96 under rubriken "Vittnesbörd, tjänst, mission".
- Hela familjens psalmbok 2013 som nummer 154 under rubriken "Alla vi på jorden".[1]